# 佐藤重和
佐藤重和（日语：佐藤重和，1949年9月23日—）出生于日本东京都，毕业于东京大学法学部，为日本外交官。

## 生平
1949年（昭和24年）9月23日，出生在日本东京都，曾在东京大学法学部学习。
1974年（昭和49年），大学毕业进入外务省。
1984年（昭和59年）8月，任日本驻美国大使馆一等秘書。
1986年（昭和61年）12月，任日本駐華大使馆一等秘書。
1989年（平成元年）8月，任駐外使館课首席事务官。
1991年（平成3年）2月，任经济协力局开发協力课长。
1992年（平成4年）7月，任经济协力局有偿资金協力课长。
1994年（平成6年）8月，任日本驻美国大使馆參贊。
1995年（平成7年）7月，任亞洲局中国课长。
1998年（平成10年）9月，任大臣官房人事课长。
2000年（平成12年）9月，任大臣官房外务參贊。
2001年（平成13年）4月，任大臣官房审议官兼大洋洲局局长。
2002年（平成14年）9月，任日本驻印度尼西亚公使。
2004年（平成16年）9月，任大臣官房；同年10月任经济协力局局长。
2006年（平成18年）8月，任日本駐香港總領事。
2010年（平成22年）7月，任日本驻澳大利亚特命全权大使
2012年（平成24年）9月，任日本驻泰国特命全权大使。